# Rhoda Holmes Nicholls
Pour les articles homonymes, voir Holmes et Nicholls.
Rhoda Holmes Nicholls (Coventry, 1854 - Stamford, 1930) est une peintre aquarelliste et à l'huile anglo-américaine. Elle a étudié l'art en Angleterre et en Italie, et son travail a été vu et loué à l'époque par les reines des deux pays. Nicholls a créé en Afrique du Sud une série d'œuvres sur les paysages, la faune et l'architecture de la région de Port Elizabeth. Mariée à l'artiste Burr H. Nicholls (en), ils vivent et travaillent ensemble jusqu'à ce que la relation se détériore à cause du succès plus important de Rhoda.
Ses aquarelles et illustrations ont été publiées dans des revues et ses peintures à l’huile ont remporté des prix aux États-Unis et en Europe. Nicholls était une artiste, écrivaine et un professeure d’art à succès. Elle a été activement impliquée dans de nombreuses organisations artistiques en tant que membre et dirigeante.

## Biographie

### Jeunesse et éducation
Rhoda Carlton Marian Holmes, fille du révérend William Grome Holmes et de Marion Cooke Holmes, naît à Coventry, au centre de l'Angleterre, le 28 mars 1954,,,. Son père, diplômé de l'Université d'Oxford, est vicaire de la paroisse de Littlehampton, dans le Sussex,. Quand elle a dix ans, sa famille déménage dans le Hertfordshire.
Elle est éduquée par des gouvernantes et dans un pensionnat. Durant son enfance, elle reçoit une formation musicale et artistique. Elle « hérite de l'intellectualité et du goût cultivé » de ses parents et obtient son diplôme avec mention.

### Formation

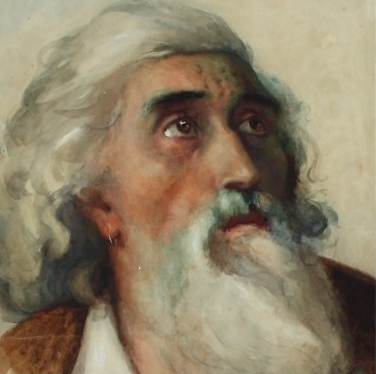
Roma (étude d'un paysan), aquarelle, c. 1880.

Holmes étudie l'art à la Bloomsbury School of Art, aujourd'hui le Royal College of Art, l'une des écoles du Kensington Museum à Londres. Elle remporte le prix de la Reine à la fin de sa première année, qui lui accorde 60 £ par an pendant trois ans et 10 £ supplémentaires provenant directement du budget personnel de la reine Victoria « en signe de haute approbation » de son travail. Après avoir étudié à Londres pendant un an, elle décide de poursuivre ses études en Italie, renonçant ainsi au prix. Holmes étudie la figure humaine avec Giuseppe Cammarano et la peinture de paysage avec Achille Vertunni à Venise ou à Rome,. Au cours de l'hiver 1881, elle rencontre et montre son travail à la reine Marguerite d'Italie qui loue son talent et ses réalisations. Holmes rejoint le Circolo Artistico, un club d'artistes professionnels multinationaux, où elle suit des cours du soir. Elle est la deuxième femme élue à la Società degli Aquarellistes,.
Ses études se poursuivirent plus tard avec William Merritt Chase à la Shinnecock Hills Summer School of Art (en).

### Séjour en Afrique du Sud

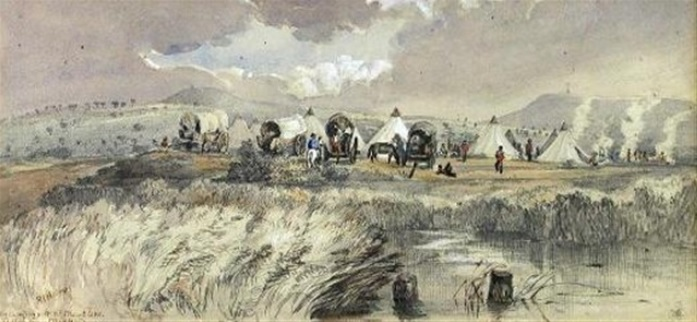
Encampment near Mount Coke, Kaffraria, Cape of Good Hope, South Africa, aquarelle, c. 1881-1884.

Rhoda Holmes et sa mère séjournent un an près de Port Elizabeth en Afrique du Sud, dans la ferme d'autruches de 25 000 acres appartenant à ses deux frères. « Enchantée » par le désert du Karoo, ses paysages montagneux, sa faune, ses animaux sauvages et son architecture, Holmes réalise de nombreuses peintures pendant son séjour. Elle chasse et monte à cheval avec ses frères,.

### Mariage
Rhoda Holmes rencontre l'artiste américain Burr H. Nicholls (en) lors d'un voyage ultérieur à Venise. Ils se marient en 1884 à l'église de Lyminster dans le Sussex, en Angleterre, et passent leur lune de miel à Venise, avant de naviguer vers les États-Unis au printemps 1884,.
Burr H. Nicholls et sa femme exposent souvent leurs œuvres dans les mêmes salons, tels que les Chicago Interstate Industrial Expositions.
En 1893, le couple vit dans une maison « confortable » et tous deux ont leur atelier au dernier étage. En 1896, Rhoda et Burr Nicholls vivent dans un manoir de la 50e rue Ouest à New York. Ils ont une fille, Rhoda Olive, et un fils, Arundel Holmes, qui deviennent des sujets privilégiés pour Rhoda Holmes Nicholls.
Le mariage du couple devient conflictuel lorsqu'une des œuvres de Rhoda Holmes Nicholls est acceptée par le Salon de Paris pour être exposée, tandis que celle de son mari est rejetée. Le couple divorce et « les journaux ont largement mis en garde les femmes contre les dangers du succès et son influence potentielle sur le bonheur conjugal et domestique ». Burr Nicholls meurt en 1915.

### Carrière

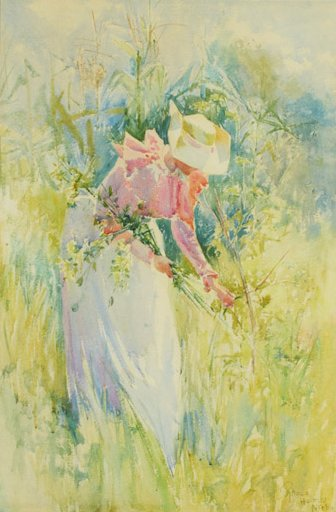
Picking Wildflowers, aquarelle, c. 1900, High Museum of Art.

Rhoda Holmes rentre en Angleterre après quatre ans passés en Italie et en Afrique du Sud, et son travail est présenté et accueilli positivement lors des expositions de la Royal Academy of Arts. Après avoir déménagé aux États-Unis avec son mari, elle expose ses œuvres à la Society of American Artists (en) et au Palais des Beaux-Arts et au Woman's Building à l'Exposition universelle de 1893 à Chicago. Elle reçoit des prix en Europe et aux États-Unis, notamment à l'Exposition universelle de Chicago, une médaille d'argent à Boston en 1885 pour Venetian Sunlight et une médaille d'or à l'American Art Association de New York pour Those Evening Bells,,. Outre l'Exposition universelle de Chicago, Nicholls remporte des médailles lors de nombreuses expositions entre 1893 et 1904. Elle préfère travailler à l'huile et remporte les plus hautes distinctions sur ce support. Après avoir vécu dans la ville pendant huit ans, elle a été décrite comme « l'une des artistes les plus connues de New York ». 
Son travail est décrit dans The Symposium: A Monthly Literary Magazine :

« Les premières caractéristiques du travail de cette artiste sont la force, la connaissance précise, l'intention sûre et la vigueur de l'expression. Ce qu'elle a à exprimer, elle le fait sans hésitation, avec clarté et vivacité. Sa couleur a toujours beaucoup de charme ; elle est pure, vibrante, forte et pourtant raffinée. »

— Susan M. Ketcham
Nicholls crée par ailleurs des illustrations pour Venetian Life de Howells, dans lesquelles elle capture les « ambiances sereines et ensoleillées de la ville maritime, avec son atmosphère transparente et la chaleur immobile de son soleil implacable, et les contrastes les plus vifs sont réalisés avec une habileté qui se fond sans s'effacer ». Ses œuvres sont reproduites dans Art Amateur et Art Interchange. Bien qu'elle remporte davantage de prix pour ses peintures à l'huile, elle est surtout connue pour ses aquarelles qui sont publiées dans ces publications et d'autres. Les autres médiums utilisés par Nicholls sont le pastel, le crayon et les dessins au lavis.

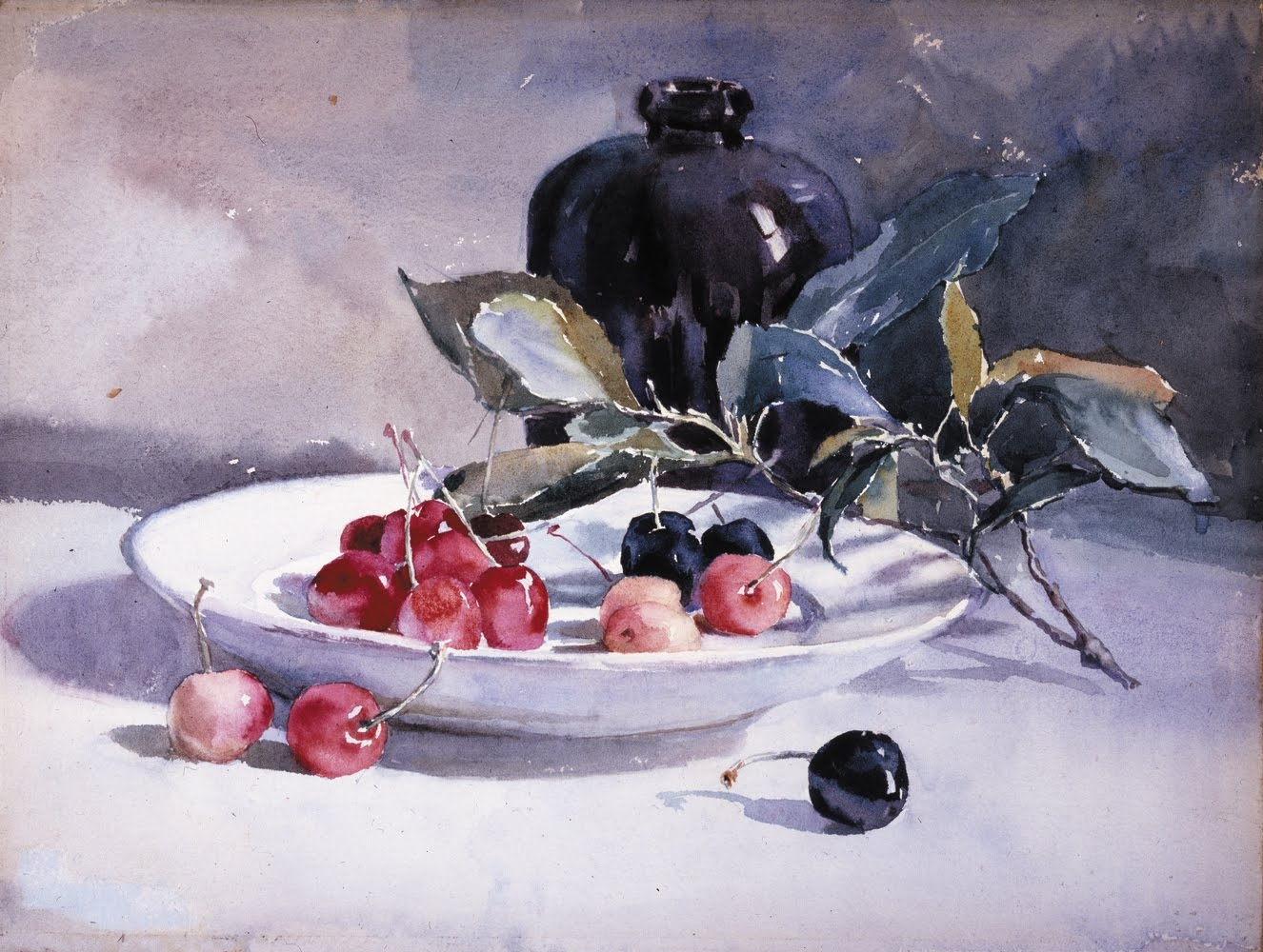
Cherries, c. 1901, aquarelle.

Parmi ses peintures de personnages, on trouve Those Evening Bells, Searching the Scriptures et The Scarlet Letter. Elle réalise des tableaux de natures mortes, comme A Rose et Cherries.
Nicholls invente des outils et des techniques pour les peintures à l'aquarelle, est une innovatrice dans l'utilisation de la couleur dans sa peinture des ombres et est considérée comme « l'un des plus grands peintres de sujets vénitiens » aux États-Unis.
Ses peintures sont exposées au MacDowell Club, créé par des femmes pour exposer et promouvoir leurs œuvres. Elle est membre du Woman's Art Club de New York et est nommée vice-présidente du New York Water Color Club. Elle appartient aussi à l'American Society of Miniature Painters et à l'American Water Color Society. Nicholls est co-éditrice de Palette and Bench.
Rhoda Holmes Nicholls enseigne l'art dans son studio de la 7e Avenue à New York,, à l'Art Students League de New York, à la Shinnecock Hills Summer School of Art (en) de William Merritt Chase à Long Island et dans des villes de l'est des États-Unis. Elle compte parmi ses élèves Adele Williams (en).

### Mort
Rhoda Holmes Nicholls meurt le 7 septembre 1930 à Stamford, dans le Connecticut des suites de l'arthrose qui l'avait rendue invalide pendant les 10 dernières années de sa vie.
En 2006, le Williams College Museum of Art organise une exposition de 25 de ses aquarelles et peintures à l'huile, dont des paysages, des marines et des natures mortes, provenant de la collection de Walter et Berta Burr de Hoosick (New York).

## Conservation de ses œuvres
- Boston Art Club (en), Boston (Massachusetts)[8]
- High Museum of Art, Atlanta (Géorgie)[22]
- Musée des Beaux-Arts de Boston, Boston (Massachusetts)[8]
- Smithsonian American Art Museum, Washington (DC)[23],[22]
- The Strong (en), Rochester (New York)[22]